# Argentovivo (singolo)
Argentovivo è un singolo del cantautore italiano Daniele Silvestri, pubblicato il 7 febbraio 2019 come terzo estratto dal nono album in studio La terra sotto i piedi.

## Descrizione
Il brano è stato realizzato con la partecipazione del rapper Rancore e di Manuel Agnelli, frontman degli Afterhours.
Silvestri ha presentato Argentovivo durante la sua partecipazione al 69º Festival di Sanremo, classificandosi sesto ma vincendo il Premio della Critica "Mia Martini", il Premio della Sala Stampa Radio-TV-Web "Lucio Dalla" e il Premio "Sergio Bardotti" per il miglior testo.

## Video musicale
Il videoclip è stato pubblicato il 5 febbraio 2019 attraverso il canale YouTube del cantante.

## Tracce
Testi e musiche di Daniele Silvestri, eccetto dove indicato.
Download digitale
1. Argentovivo (feat. Rancore e Manuel Agnelli) – 4:16 (testo: Daniele Silvestri, Tarek Iurcich – musica: Daniele Silvestri, Fabio Rondanini, Manuel Agnelli)

10"
- Lato A

1. Argentovivo (feat. Rancore e Manuel Agnelli) – 4:16 (testo: Daniele Silvestri, Tarek Iurcich – musica: Daniele Silvestri, Fabio Rondanini, Manuel Agnelli)

- Lato B

1. Blitz gerontoiatrico – 4:04

## Classifiche
| Classifica (2019) | Posizione massima |
| ----------------- | ----------------- |
| Italia            | 15                |